# Musée de la sculpture en plein air
Musée de la sculpture en plein air (česky Muzeum soch pod širým nebem) je sochařská výstavní galerie v Paříži umístěná na levém břehu řeky Seiny v 5. obvodu. Ve veřejně přístupném parku Jardin Tino-Rossi zahrnujícím necelé dva hektary se nacházejí sochařská díla z druhé poloviny 20. století doplněná stromy a květinami. Park je také místem pro kulturní a hudební vystoupení.

## Popis
Prostor na nábřeží Quai Saint-Bernard je vymezený mosty Pont d'Austerlitz a Pont de Sully v délce 767 m. Území bylo změněno na park v 70. letech 20. století poté, co byl zrušen plán na výstavbu nábřežní rychlostní komunikace. Park vznikl podle návrhu architekta Daniela Badaniho a byl otevřen v roce 1980 z iniciativy města Paříže jako jedno z městských muzeí.
Zhruba třicítka moderních soch je volně rozmístěná v neuzavřeném prostoru. Některá slavná sochařská jména jako Constantin Brâncuşi, Ossip Zadkine nebo Hans Arp se zde vyskytují ve společnosti méně známých umělců.

## Výběr z děl
- Augustin Cardenas (1927–2001): La Grande Fenêtre (Velké okno), 1974
- Marta Colvin (1915): Le Grand Signe (Velké znamení), 1970
- Guy de Rougemont (1935): Interpénétration des deux espaces (Prolínání dvou prostorů), 1975
- Reinhoud d'Haese (1928–2007): Melmoth, 1966
- Marino Di Teana (1920–2012): Structure architecturale (Architektonická struktura), 1973
- Étienne-Martin (1913–1995): Demeure 1 (Obydlí 1), 1954–1958
- Sorel Etrog (1933): Fiesole, 1965–1967
- Albert Feraud (1921): Sans titre (Bez názvu), 1979
- Yoshikuni Iida (1923): Shining Wings (Zářící křídla), 1981
- Jean-Robert Ipoustéguy (1920): Hydrophage, 1975
- Micha Laury (1946): Mind Accumulation, 1988
- Aglae Liberaki (1923): Abellio, 1971–1973
- Liuba Kirova (1923): Animal 82 (Zvíře 82), 1982; Stèle, 1977
- Bernard Pagès (1940): Sans titre (Bez názvu), 1988
- Marta Pan (1923): Sculpture (Socha), 1969
- Ruggero Pazzi (1927): Sculpture (Socha) 1979
- Antoine Poncet (1928): Ochicagogo 1979
- Nicolas Schöffer (1912–1992): Chronos 10 (Čas 10), 1978
- François Stahly (1911): Neptune II (Neptun II), 1969